# Нафтова індустрія Сербії
Нафтова індустрія Сербії (серб. Нафтна индустрија Србије) — сербська нафтова компанія. Штаб-квартира розташована у місті Нови-Сад. Заснована у 1991 році.

## Історія

### Створення
Попередником нинішньої компанії НІС було підприємство з розвідки та видобутку нафти, що отримало у 1953 році назву «Нафтагас». Пізніше до його складу увійшли нафтопереробні заводи у містах Панчево та Нови-Сад, а також завод з виробництва азотних добрив «Азотара», розташований у Панчево. У 1973 році у структуру «Нафтагас» було інтегровано збутові об'єднання «Югопетрол — Белград» та «Югопетрол — Нови Сад». НІС у її нинішньому вигляді заснована у 1991 році як державна компанія, що займається розвідкою, видобутком, переробкою та збутом нафти, нафтопродуктів та природного газу. До її складу увійшли компанії «Нафтагас», «Гас», «Енергогас», «Югопетрол», «Нафтагас промет» та «Інжиніринг» та виробничі об'єднання НПЗ Панчево, НПЗ Нови Сад, НПЗ Белград та Фабрика мастильних матеріалів Крушевац.

### Прихід російського акціонера
24 грудня 2008 року у Москві Уряд Республіки Сербія та Газпром підписали договір про купівлю-продаж 51 відсотка акцій НІС російській державній компанії Газпром нефть за 400 мільйонів євро та документи про будівництво газопроводу Південний потік та сховища газу Банатський двір. Згідно з Угодою про купівлю-продаж НІС, яку підписали міністр енергетики Сербії Петар Шкундрич та генеральний директор «Газпром нефть» Олександр Дюков, «Газпром нефть» зобов'язується інвестувати у НІС мінімум 547 мільйонів євро. Продаж контрольного пакету акцій іноземному партнеру здійснено у рамках процесу приватизації державних компаній у Сербії.

### Трансформація у відкрите акціонерне товариство
У січні 2010 року 19,08 % акцій переходить у власність громадян Республіки Сербії, співробітників та колишніх співробітників НІС. У червні 2010 року відбувається трансформація НІС у Відкрите акціонерне товариство. У 2011 році частка «Газпром нефть» у НІС зросла до 56,15 %.

## Власники та керівництво

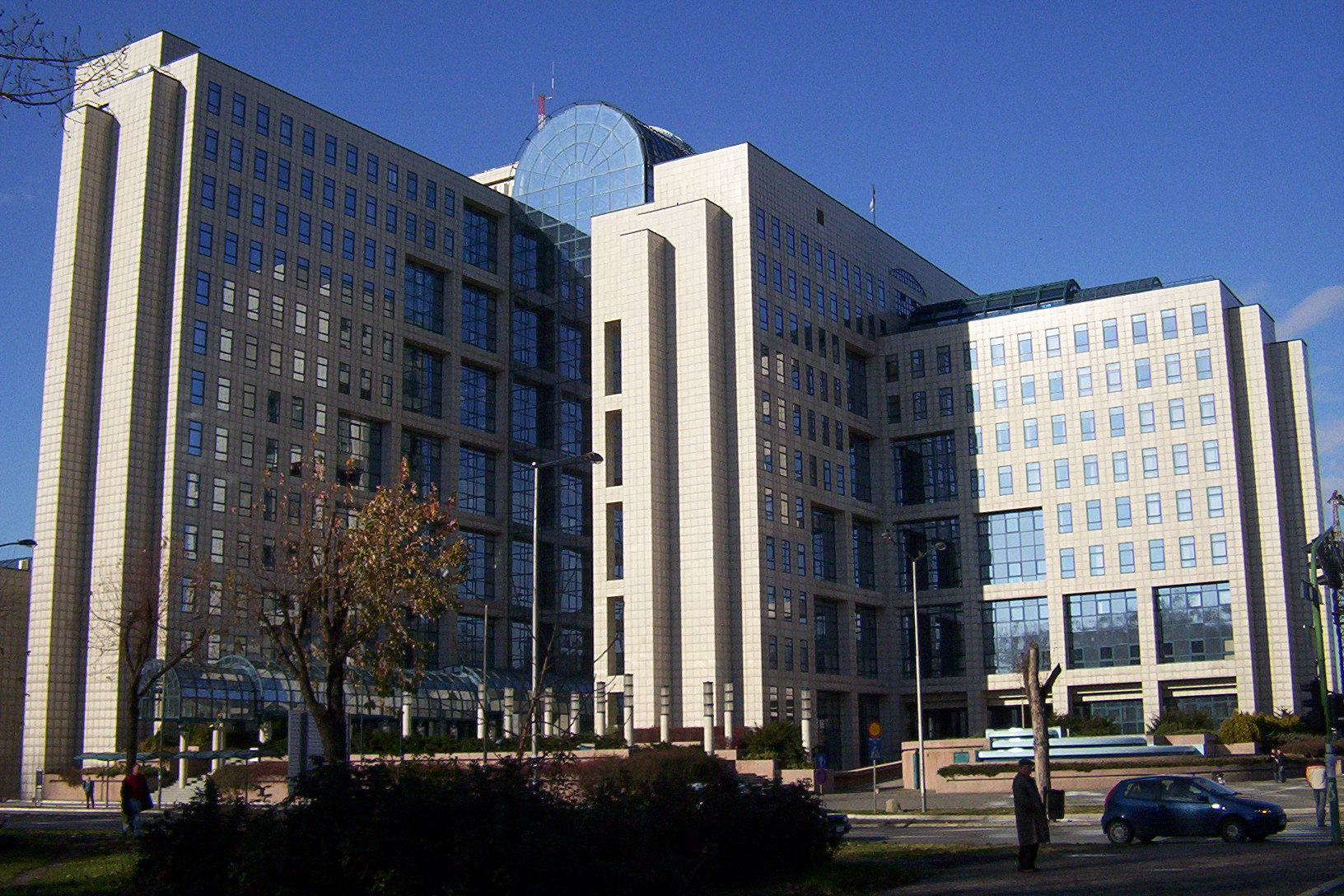
Штаб-квартира компанії у Нови-Саді

Російська «Газпром нефть» є мажоритарним акціонером компанії, їй належать 56,15 % акцій Нафтна индустрија Србије, 29,87 % акцій належать сербському уряду, 13,98 % — сербським акціонерам. 30 серпня 2010 року акції сербськой компанії NIS почали торгуватися на Белградській біржі.
Генеральний директор компанії — Кирило Альбертович Кравченко.

## Діяльність

### Розвідка та видобуток
«Нафтова індустрія Сербії» займається розвідкою та видобуванням нафти та газу, а також виробництвом геотермальної енергії. Обсяг видобування НІС складає близько мільйону тонн нафтового еквівалента на рік. Більшість нафтових родовищ НІС розташовано на території Воєводини.
Компанія проводить повний комплекс геологорозвідувальних робіт, починаючи з геофізичної розвідки, буріння та дослідження свердловин, і до будівництва та обслуговування нафтових та газових родовищ, а також для контролю за видобуванням нафти та газу, та геотермальної енергії. НІС веде розвідку та видобування як у Сербії, так і за її межами. У даний момент НІС займається розвідкою та видобуванням у Анголі. У 2011 році започатковані геологорозвідувальні проекти компанії у Боснії та Герцеговині, Угорщині та Румунії.

### Переробка
НІС володіє двома НПЗ, розташованими у містах Панчево та Нови-Сад, що виробляють увесь спектр нафтопродуктів — від моторних бензинів та дизельного палива до машинных мастил та сировини для нафтохімічної промисловості. Максимальна продуктивність двох підприємств — 7,3 млн тонн сирої нафти на рік: Панчево — до 4,8 млн тонн сирої нафти на рік, Нови Сад — до 2,5 млн тонн сирої нафти на рік. У 2009 році розпочато масштабний проект модернізації нафтопереробного комплексу НІС, головним елементом якого є будівництво комплексу легкого гідрокрекінгу та гідроочищення, який дозволить забезпечити виробництво моторного палива відповідно до європейських стандартів. У 2009 році НІС розпочала випуск дизельного палива євростандарту, а у 2010 році цілком припинено випуск свинцевого бензину та розпочато виробництво бензину Євро-5.

### Збут

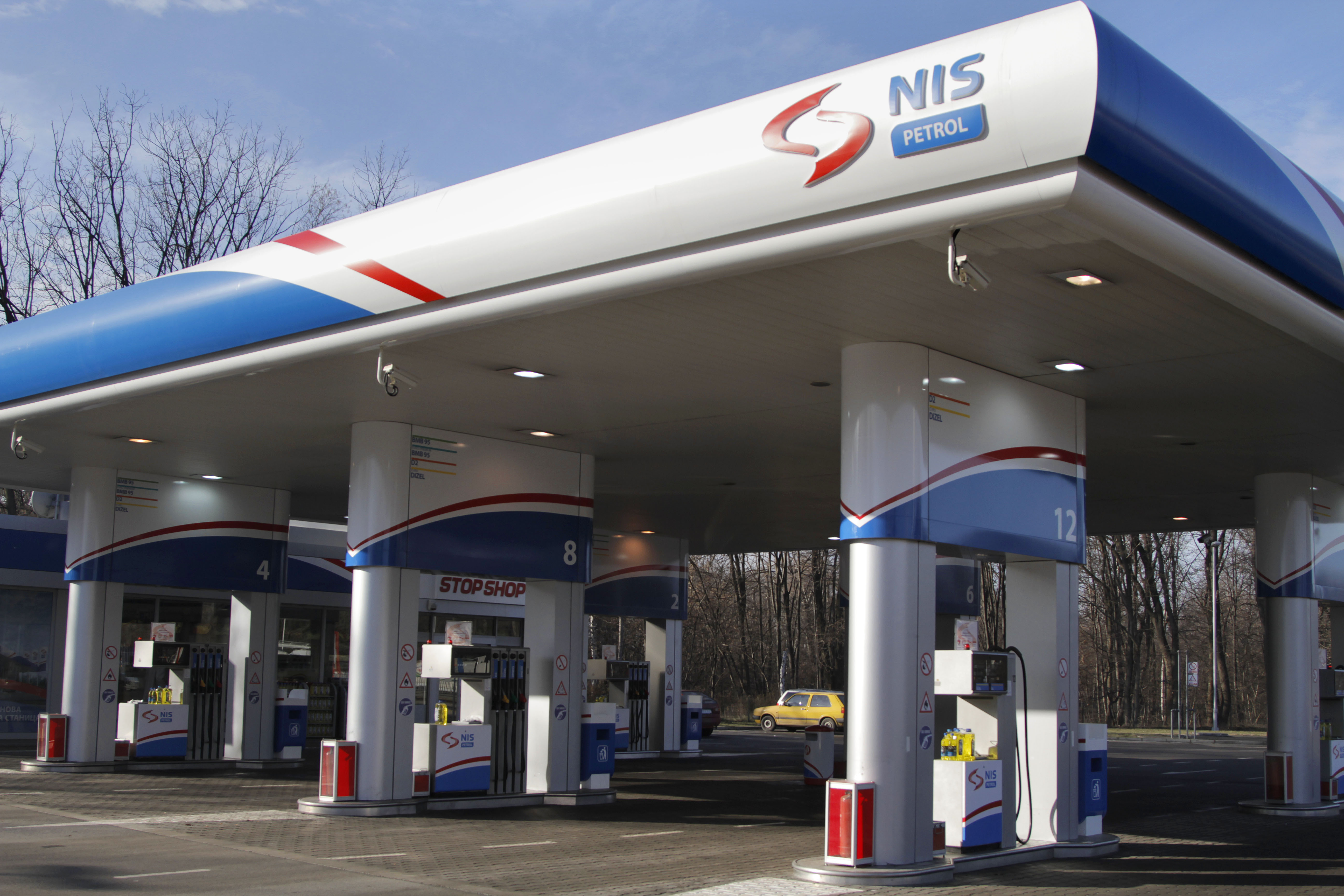
Ребрендована АЗС НІС Петрол у Белграді

Компанія володіє мережею АЗС, що включає в себе 472 діючі АЗС, а також пункти наливу, продаж газових балонів та мережу нафтобаз, розташованих по усій території Сербії. НІС покриває близько 70 % роздрібного паливного ринку Сербії. Компанія експортує моторніе палива, бензол, толуол, дорожній та промисловий бітуму у країни Європейського Союзу, а також у сусідні країни регіону. НІС постачає реактивне паливо та авіабензином вітчизняним та іноземним компаніям у аеропортах у Белграді та Ниші. У 2010 році розпочато масштабну програму реконструкції та модернізації роздрібної мережі компанії. У січні 2012 року відкрито першу ребрендовану АЗС компанії у Белграді.

### Показники діяльності
Видобуток у 2010 році становив приблизно 1229,4 умовних тонн нафти. Прибуток компанії за 2010 рік становив 160 мільйонів євро. Чисельність персоналу компанії на 31.12.2010 — 10 041 особа.

## Соціальна діяльність
У 2011 році НІС вперше опублікувала соціальний звіт за 2010 рік, ставши при цьому першою сербською компанією, що підготувала звіт у області стійкого розвитку по стандартам, що були розробленими міжнародними організаціями Global Reporting Initiative (GRI) та AccountAbility. У компанії реалізуються наступні пріоритетні програми:
- «Енергія спорту» — підтримка професійного та юнацького спорту та пропаганда спорту та здорового способу життя. Головні реалізовані проекти включають підтримку БК «Партизан», волейбольному клубу «Воєводина», збірній кубку Девіса, міні-баскетбольній лізі та ін.
- «Культура без кордонів», у рамках якої компанія підтримує культурні установи, національні та міжнародні фестивалі, а також проекти російсько-сербського співробітництва. НІС співпрацює з Белградською Філармонією, міжнародним кінофестивалем ФЕСТ, Фестивалем трубачів у Гучі, джазовим фестивалем Нішвілл, дитячим фестивалем «Радість Європи» та ін.
- «Розвиток науки та молодих талантів» — підтримка розвитку наукового потенціалу, досліджень, наукових відкриттів, розвитку талановитих учнів та студентів. НІС підтримує сербську дослідницьку станцію «Пєтніца», співпрацює з Белградським університетом та Ново-садським університетом. Співробітництво охоплює стипендування найкращих студентів, стажування у компанії, підвищення кваліфікації співробітників, отримання нових знань та реалізацію спільних науково-дослідних проектів.
- «Гуманітарні проекти» — один з напрямків благодійних програм, що включає підтримку соціально незахищених категорій громадян або громадських організацій. Серед проектів — участь у реставрації монастиря Хіландар, будівництво притулку для жертв насильства у Панчево, надання гуманітарної допомоги мешканцям міста Кралево після сильного землетрусу у листопаді 2010 року.
- «Співробітництво заради розвитку». Проекти цієї програми націлені на зміцнення партнерських відносин з регіонами присутності компанії, місцевими владами та населенням. У 2010 році були підписані окремі соціально-економічні угоди з АК Воєводина, з містами та муніципалітетами Новий Сад, Панчево, Кікінда, Зренянин, Новий Бечей, Србобран та Каніжа. Пріоритетне значення у рамках проектів мають спорт, культура, наука та розвиток молодих талантів.